# 大米哈伊利夫卡 (羅茲迪利納區)

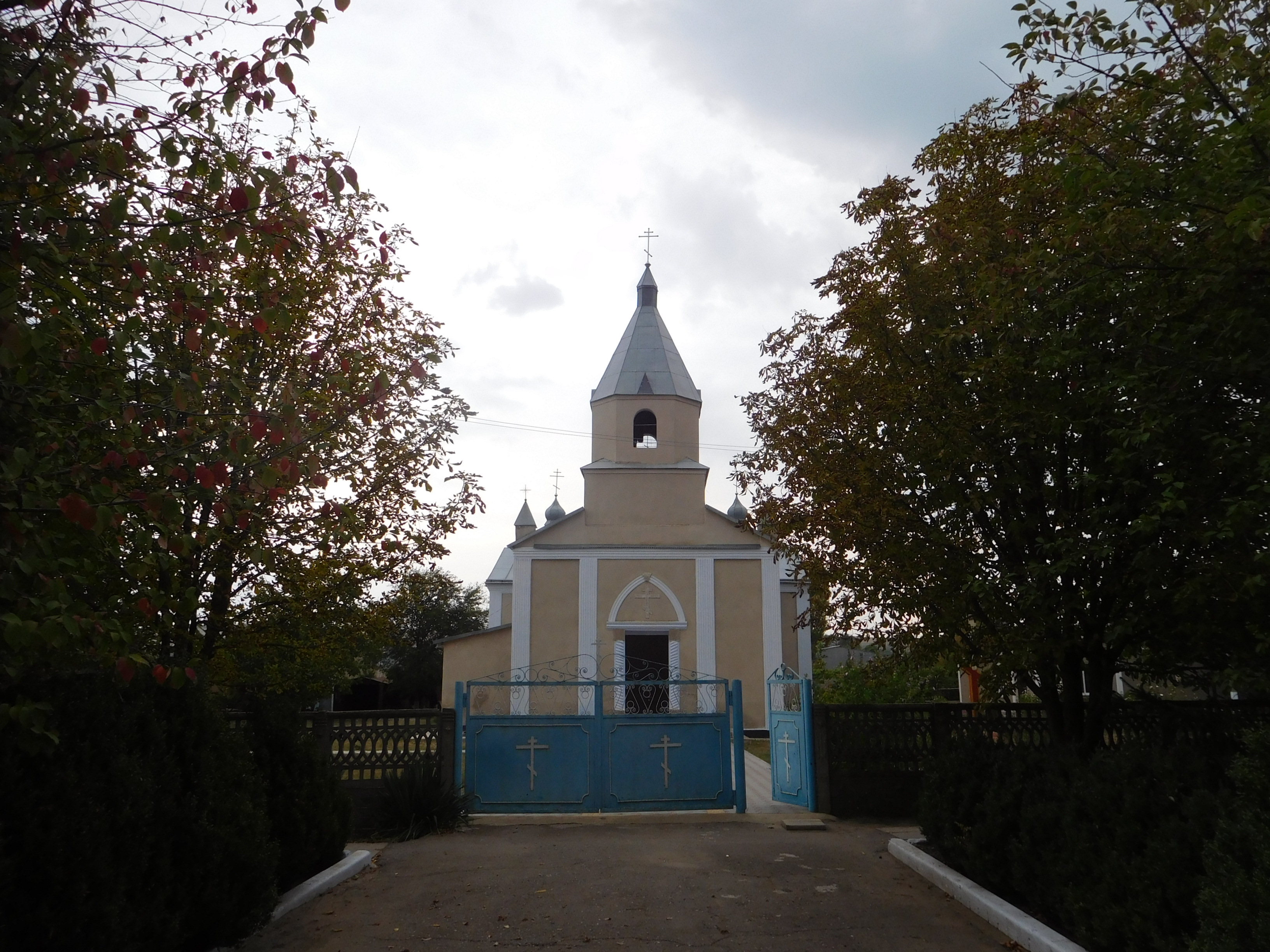
教堂

47°4′42″N 29°51′12″E / 47.07833°N 29.85333°E
大米哈伊利夫卡（烏克蘭語：Велика Михайлівка），又按俄语名译为大米哈伊洛夫卡，是位於烏克蘭西南部的市級鎮，由敖德萨州羅茲迪利納區的大米哈伊利夫卡市鎮負責管轄，亦曾為大米哈伊利夫卡區被撤消前的行政中心。該鎮面積7.22平方公里，2011年人口5,753，人口密度每平方公里796.8人。